# Árpádhalom
Árpádhalom es un pueblo ubicado en el distrito de Szentes, en el condado de Csongrád-Csanád, Hungría.

## Superficie
Posee una superficie de 45,20 kilómetros cuadrados.

## Demografía
Hasta 2019 la población era de 483 habitantes, con una densidad de población de 10,69 habitantes por kilómetro cuadrado.